# 瑟采
瑟采，是匈牙利沃什州所辖的一个村，总面积18.71平方公里，总人口364，人口密度19.5人/平方公里（2010年1月1日）。